# Ščerbinovskij rajon
Lo Ščerbinovskij rajon (in russo Щербиновский район?) è un rajon del Kraj di Krasnodar, nella Russia europea.